# Jérôme Daran
Jérôme Daran est un humoriste, acteur et chanteur français né le 13 novembre 1973 à Besançon (Doubs).

## Biographie
Après des études d'anglais à Besançon, quelques petits boulots et beaucoup d'hésitations entre le chant et l'humour, Jérôme Daran s'installe à Paris et se lance dans le one-man-show.
Il passe des auditions dans les cafés-théâtres et monte sur scène en 2003 dans des salles intimistes comme le Bout, le Café Oscar, ou encore la Providence.
En 2004, sa participation au festival Juste pour rire de Montréal lui permet de faire des rencontres importantes, puisqu'il écrit avec Florence Foresti Les Petits Rateaux de Flo, des saynètes qui seront jouées entre autres par Jean-Luc Lemoine, Laurent Ruquier, Franck Dubosc ou Elie Semoun.
Lorsque Florence Foresti se voit confier une apparition quotidienne dans On a tout essayé sur France 2, elle fait appel à Jérôme Daran pour coécrire avec elle des sketches qui connaissent un grand succès.
Pour On n'est pas couché, ils poursuivent leur collaboration pour une nouvelle session de sketches (parodies d'Isabelle Adjani, de Ségolène Royal...).
Un producteur le remarque et lui permet, au début de l'année 2006, d'investir le Théâtre du Point-Virgule, dont il ne tarde pas à devenir le fer de lance. Grâce à un excellent bouche à oreille, son spectacle finit par faire salle comble tous les soirs et les bonnes critiques se multiplient.
Jérôme Daran incarne dans son one-man-show un raté, professionnel dans l'art du mensonge et de la mauvaise foi, que sa petite amie vient de plaquer. Prêt à tout pour la récupérer, il multiplie alors les gaffes et maladresses en tout genre.
Après avoir rencontré un grand succès au Point-Virgule, puis au Théâtre Trévise, Jérôme Daran reprend son spectacle au Splendid en 2009.
En 2009, il fait des faux répondeurs sur Europe 1 dans l'émission de Michel Drucker, Studio Europe 1.
Il fut en couple avec l'humoriste Florence Foresti.
En 2011, il fait la première partie de Nicolas Canteloup, présente dans le DVD du spectacle Nicolas Canteloup n'arrête jamais.
En 2014, il triomphe dans la pièce Desperate Housemen au Grand Point-Virgule avec Alexis Macquart et Stéphane Murat.
Il participe en 2015 à l'émission de Cyril Hanouna, Les pieds dans le plat sur Europe 1.

## One-man-shows
- Juillet 2004 : festival Juste pour rire de Montréal
- 2006-2007 : Jérôme Daran au Point Virgule
- 2007-2008 : Jérôme Daran - En toute mauvaise foi
- Avril 2008 :  Le Point Virgule fait l'Olympia
- 2008-janvier 2009 : Jérôme Daran au Trévise
- Février 2009 : Jérôme Daran au Splendid

## Télévision
- 2005/2007 : coauteur avec Florence Foresti de sketches pour On a tout essayé et On n'est pas couché, émissions de télévision (talk-shows) présentées par Laurent Ruquier sur France 2.

## Cinéma
- 2006 : Dikkenek de Olivier Van Hoofstadt
- 2008 : Go Fast de Olivier Van Hoofstadt
- 2012 : Ma première fois de Marie-Castille Mention-Schaar
- 2012 : Plan de table de Christelle Raynal
- 2012 : Astérix et Obélix : Au service de sa Majesté de Laurent Tirard